# 68P/Клемола
Комета Клемола (68P/Klemola) — короткопериодическая комета из семейства Юпитера, которая была открыта 1 ноября 1965 года американским астрономом Арнольдом Клемола в Йельско-колумбийской южной обсерватории, Аргентина. Обладает довольно коротким периодом обращения вокруг Солнца — всего чуть менее 11 лет.

Орбита кометы Клемола и её положение в Солнечной системе

## История наблюдений
На фотографиях, сделанных в октябре 1965 года Арнольдом Клемолой с помощью 20-дюймового (51 см) телескопа, комета выглядела как движущийся объект 17-й звёздной величины с диаметром около 12 угловых секунд. Позднее было сделано ещё несколько изображений. Их оказалось достаточно, чтобы другой английский астроном Брайан Марсден сумел рассчитать параметры орбиты этой кометы, и к 15 ноября того же года они были опубликованы. Но рассчитать период кометы с первого раза ему не удалось. Первоначально период оценивался им 18,8 года, но в 1967 удалось получить более близкие к реальности данные — 10,97 года. За всё время наблюдений яркость кометы не превышала 17m.
В следующий раз комета наблюдалась G. Sause в обсерватории Верхнего Прованса в августе 1976 года, что указывало на необходимость корректировки периода кометы на 10,2 дня. На тот момент она уже наблюдалась как объект 12m с хвостом размером 2′ или 3′. Комета сохраняла яркость в районе 12m остаток августа и сентябрь и наблюдалось вплоть до 21 января 1977 года.
Третье наблюдаемое появление этой кометы пришлось на февраль 1987 года, что указывало на необходимость корректировки периода кометы 0,01 дня. Она наблюдалась американским астрономом J. Gibson в Паломарской обсерватории с помощью 1,5-метрового рефлектора вплоть до 10 декабря 1988 года. По его описанию, комета имела звёздную величину 19m и небольшой хвост около 15″. Своей максимальной яркости в 12,5m комета достигла в середине сентября.
Очередное появление состоялось 29 марта 1997 года и наблюдалось американским астрономом Карлом Хердженротером в обсерватории Уиппла с помощью 1,2-метрового рефлектора. Комета выглядела крайне тусклым объектом 21,4m. На момент прохождения перигелия 1 мая 1998 года достигла яркости 14m и сохраняла её в течение всего лета.